# خليل جهشان
خليل الياس جهشان (بالإنجليزية: Khalil Elias Jahshan)‏ هو أستاذ جامعي فلسطيني-أمريكي سابق. ولد في الناصرة من الأراضي المحتلة عام 1948 في زمن الانتداب البريطاني لعائلة فلسطينية مسيحية . أكمل دراسته الإعدادية والثانوية في الناصرة قبل رحيله للولايات المتحدة لإكمال دراسته الجامعية.
عمل محاضرا في الدراسات الدولية واللغات بجامعة بيبردين بين 2004-2013. يشغل الآن منصب المدير التنفيذي للمركز العربي للأبحاث ودراسة السياسات في واشنطن دي سي.